# 特许公认会计师公会

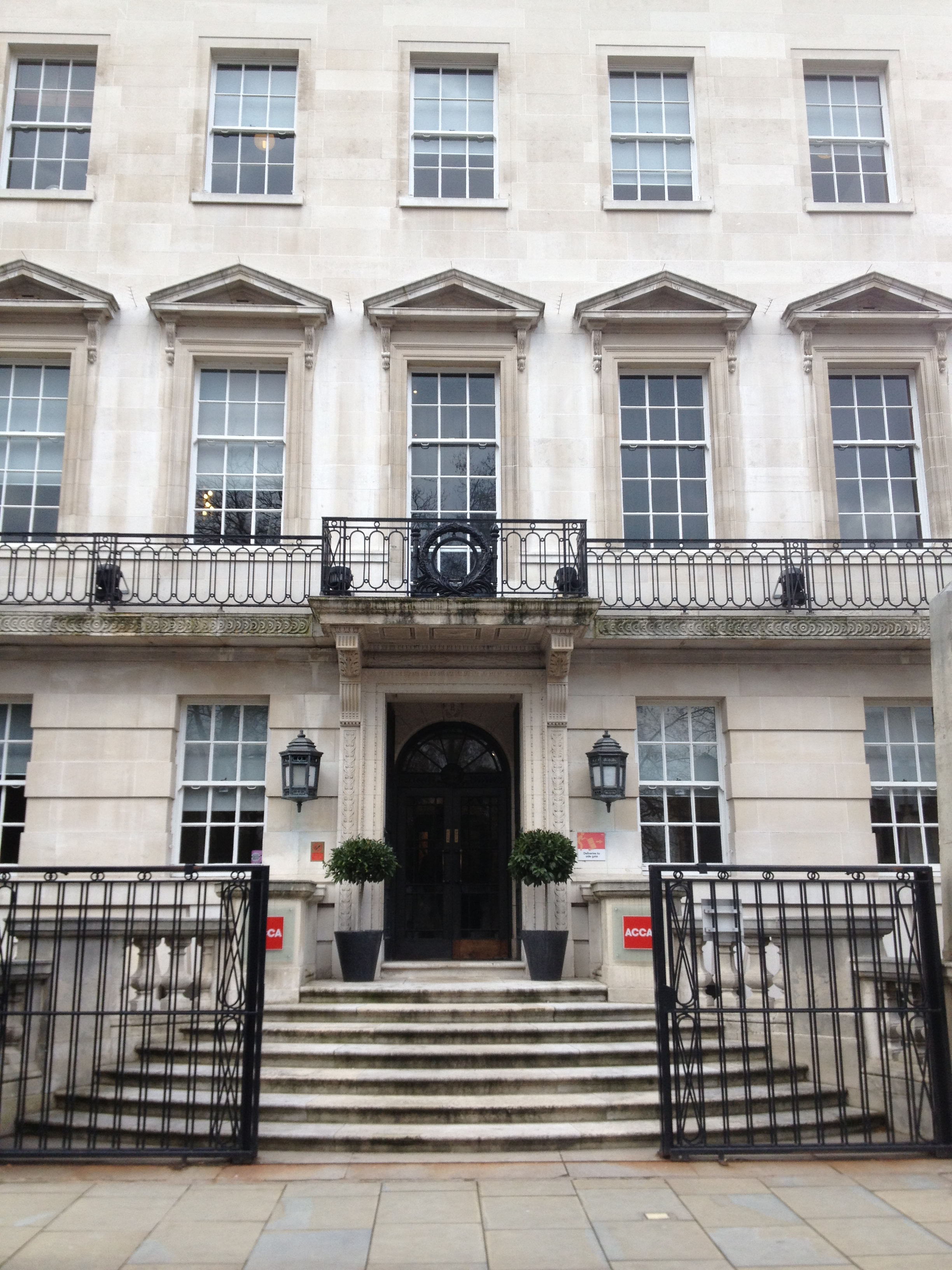

特许公认会计师公会（英語：The Association of Chartered Certified Accountants，縮寫）是英國的一個會計師專業機構。該協會是獲皇家特许会计师的公會。同時特许公认会计师公会亦是国际会计准则理事会（IASB）和国际会计师联合会（IFAC）的创始成员。
ACCA营运部门位于英国格拉斯哥，该公會專門向世界各地提供特許公認會計師（Chartered Certified Accountant）資格專業考試，现時全球170多个国家和地区有超过20万名ACCA会员和40.4万名学生会员。與此同時，ACCA在马来西亚，中國的北京、上海、广州、成都、深圳和香港及澳门设有ACCA地方代表处或联络处。

## 历史
ACCA的历史可以追溯至1904年，當其時由8位專業会计师组成的伦敦会计师公会（The London Association of Accountants）。当时它成立的目的是为了提供一个比那时特許会计师公会更容易进入会计师职业界的途径。
ACCA大事记
1904年：11月30日，8位会计师创办了ACCA的前身——伦敦会计师公会。

1905年：协会拥有312名会员并首次引入了资格考试，《The Circular》刊物创办，1909年更名为《公认会计师期刊》，1981年更名为《公认会计师》，1998年更名为《会计师和商业》

1907年：“公认会计师”的称呼被引入，拥有13名来自阿根廷、缅甸、印度、南非和西班牙的国际会员。

1908年：成立了首个学员协会。

1909年：埃塞尔·埃里斯·普尔第加入协会，成为有史以来，会计师专业组织中第一位女会员。

1910年：在册会员数量突破1千人，成为一个里程碑

1913年：在南非设立英国本土外设立的首个分支机构，之后是印度。举办了首次颁奖典礼，表现卓越的获奖者得到了两个几尼金币的奖赏。

1914年：1/4的会员应征入伍参加了第一次世界大战

1917年：协会成为首家开设税务考试的会计师组织，之后在1919年开设成本会计考试。

1918年：会员资格的审核更规范化，需要通过所有的考试，并且拥有5年的相关工作经验。

1922年：2800名考生参加考试。在苏格兰引入特设的考试，这是首次采用非统一的考试。

1925年：在英国和爱尔兰共有13个分支机构（1923年建立爱尔兰自由州分支机构）

1926年：《公认会计师期刊》发行量达到5千份

1930年：拥有56名女性会员，超过英国其他所有会计师组织的女会员人数总和。

1933年：伦敦公会更名为伦敦公认会计师公会，并被英国的宗谱纹章院授予一枚盾徽。

1936年：公公审计方面的成就在英国得到认可。马来西亚（主管马来西亚/新加坡）分支机构创立。

1938年：在锡兰(斯里兰卡的旧称) 会员得到认可。

1939年：与苏格兰会计师社团合并，更名为“公认法人会计师公会” 

1940年：在红十字协会的帮助下，战俘也能参加ACCA考试。

1941年：ACCA与公认公共会计师协会合并。

1943年：成立专业顾问委员会，以推动专业研究。

1945年：引入大学联合培养计划，对毕业生实施酌情免试。

1948年：设立FACCA（资深会员）证书和AACCA证书（准会员）

1949年：在阿根廷、澳大利亚、锡兰(斯里兰卡的旧称)、印度、爱尔兰、毛里求斯、新西兰、北罗得西亚（赞比亚）、南罗得西亚（津巴布韦）、英国和美国拥有3500名会员。

1950年：在20世纪50年代，ACCA在香港、南罗得西亚（津巴布韦）、特立尼达和多巴哥、英属圭亚那地区（圭亚那）、尼日利亚和尼亚萨兰(马拉维) 开设分支机构。

1951年：近60%的会员在企业部门工作，和目前的比例相似

1954年：ACCA庆祝自己50岁的生日

1960年：在非洲和当地的会计师团体建立正式的联系，包括加纳、马拉维、尼日利亚和塞拉利昂，之后在20世纪70年代到90年代，则是与博茨瓦纳、埃塞俄比亚、肯尼亚、坦桑尼亚、乌干达和赞比亚的当地协会展开合作交流。

1963年：学员可以选择在教育机构的脱产学习来准备考试。

1965年：开发了在牙买加的联合考试计划，并由此与加勒比海的诸多机构开始了合作关系。新加坡和马来西亚分开后，设立了马来西亚分支机构。

1970年：ACCA拥有12,500名会员和近22,600学员。

1971年：ACCA再次更名，成为公认会计师公会，引入FCCA资深会员和ACCA会员的证书。

1972年：创立针对非财务专业人士的财务金融公认证书，这是首个财务管理方面的证书。

1973年：组建财会人士学院，为初级和中级财会人士提供专业资格证书

1974年：ACCA被授予皇家特许状，罗格·达德曼成为秘书长，推行现代管理制度，并招募高素质高技能的员工进入ACCA工作。

1975年：在澳大利亚设立委员会，之后继续扩展到新西兰。

1976年：创办ACCA Students’ Newsletter ，2001年更名为student accountant学员会计。设立新加坡分支机构。

1977年：伦敦Inn Fields 29号称为ACCA总部

1980年：ACCA开始寻求在中欧和东欧的发展机会，帮助前苏联国家和俄罗斯发展自己的会计行业。*2003年前，ACCA的发展足迹遍及从布拉格到符拉迪沃斯托克（海参崴），再到圣彼得堡、亚美尼亚的埃里温。加拿大也建立了分支机构。

1981年：维拉第·帕尔马成为国际会计师组织的首位女掌门人，ACCA全球会长。

1982年：ACCA拥有65,000在册学员和25,000会员。 在香港设立联合考试项目，并由此在2003年达到‘了4万人的学员和会员数量。

1984年：再次更名为“公认会计师特许公会” 

1986年：在美国正式创立了会员分支机构。在英国，ACCA得到了金融服务法的认可。

1987年：ACCA协助成立加勒比海特许会计师学院 

1988年：引入新的ACCA标志，后来在2000年再次改进。ACCA首次进军中国大陆。截至2003年，共创立了3个代表处，11,000 学员和会员。

1989年：Acca和新的东非、中非和南非会计师联合会合作开展工作。

1991年：在澳大利亚、加拿大、塞浦路斯、加纳、希腊、香港、爱尔兰、肯尼亚、马来西亚、马耳他、毛里求斯、尼日利亚、新加坡、斯里兰卡、乌拉圭、英国、美国、赞比亚、津巴布韦都有分支机构和学员社团展开运作。在全球首次引入环境报告奖项。

1993年：安西亚·罗斯成为行政总裁，在她的任期内，ACCA成为一个全球性组织，学员和会员分布在全世界160个国家和地区。

1995年：创立ACCA网站，电子商务服务也得到相应开展。

1996年：最终更名为“特许公认会计师公会”。拥有50,000会员和近130,000 名学员。发布给予国际会计准则的新大纲，在巴基斯坦学员和会员数量开始增长，从1996年的100名学员和会员，增长到*2002年的12,000名学员和会员。

1997年：引入CAT公认会计技师考试大纲。会员被称为特许公认会计师。ACCA首次国际年度大会举行。

1998年：引入大学和学院注册计划

1999年：与牛津布鲁克斯大学合作设立应用会计理学士学位。首次在网上公布考试成绩。ACCA开始拓展中东市场。

2001年：与牛津布鲁克斯大学合作授予MBA学位。ACCA同样也授予国际财务报告国际财务报告证书(DipIFR)、公司治理证书(DipCG)。ACCA宣布考生数量创纪录。

2002年：ACCA 会员数量突破95,000。 开设ACCA 全球客服中心，该中心是会计师行业首个全球客服中心。目前共有70个代表处和中心。

2004年：ACCA在全球举行百年庆典，许多高端人士和嘉宾应邀出席并发言.ACCA会员突破100,000。

2005年：引入新的针对所有会员的CPD项目。通过ACCA Realise，将为会员提供更新知识和技能的平台和资源。ACCA同样也发起ACCA专业课程大纲未来发展的全球问卷调查，共收到全世界3万份答卷。和新加坡注册会计师协会达成互认协议。ACCA和塞浦路斯、迪拜、东非和其他国家的会计师团体达成新的协议，提供CPD和审计监管服务。

## 資格提供
ACCA提供以下的專業及學歷資格:
- 特许公认会计师专业资格考试（ACCA Professional Scheme）
- 公认会计技师考试（Certified Accounting Technician）
- 财务管理证书（Diploma in Financial Management）
- 公司治理证书（Diploma in Corporate Governance）
- 应用会计荣誉理学士学位（BSc（Hons））- 與英國牛津布魯克斯大學（Oxford Brookes University）合作課程（1）
- 工商管理碩士学位（MBA）－與英國牛津布魯克斯大學（Oxford Brookes University）合作課程（1）

（1）透過特许公认会计师公會（ACCA）與中國清華大學的合作協議，清華大學承認及給予ACCA與英國牛津布魯克斯大學（Oxford Brookes University）合作舉辦的应用会计荣誉理学士課程畢業生升讀清華大學的相關碩士學位課程。（詳情 （页面存档备份，存于））

## ACCA會籍

### 普通會員
只要ACCA考生完成特许公认会计师专业资格考试（ACCA Professional Scheme），以及得到3年ACCA認可的工作經驗，這樣便可以成為ACCA會員。ACCA會員可以被允许使用特許公認會計師（Chartered Certified Accountant （页面存档备份，存于））衔头，在個人名片上可以使用ACCA簡寫头衔，以及享有法律賦予特许公认会计师的職務權力和ACCA會員的應有福利。

### 資深會員
- 只要成為ACCA會員的5年後，以及在成為ACCA會員後的5年內遵守符合ACCA的會員規則，這樣便可以成為ACCA資深會員。ACCA資深會員可以被允许使用資深特许公认会计师（Fellowship of Chartered Certified Accountant （页面存档备份，存于））衔头，在個人名片上可以使用FCCA簡寫头衔，以及享有ACCA資深會員的應有福利。

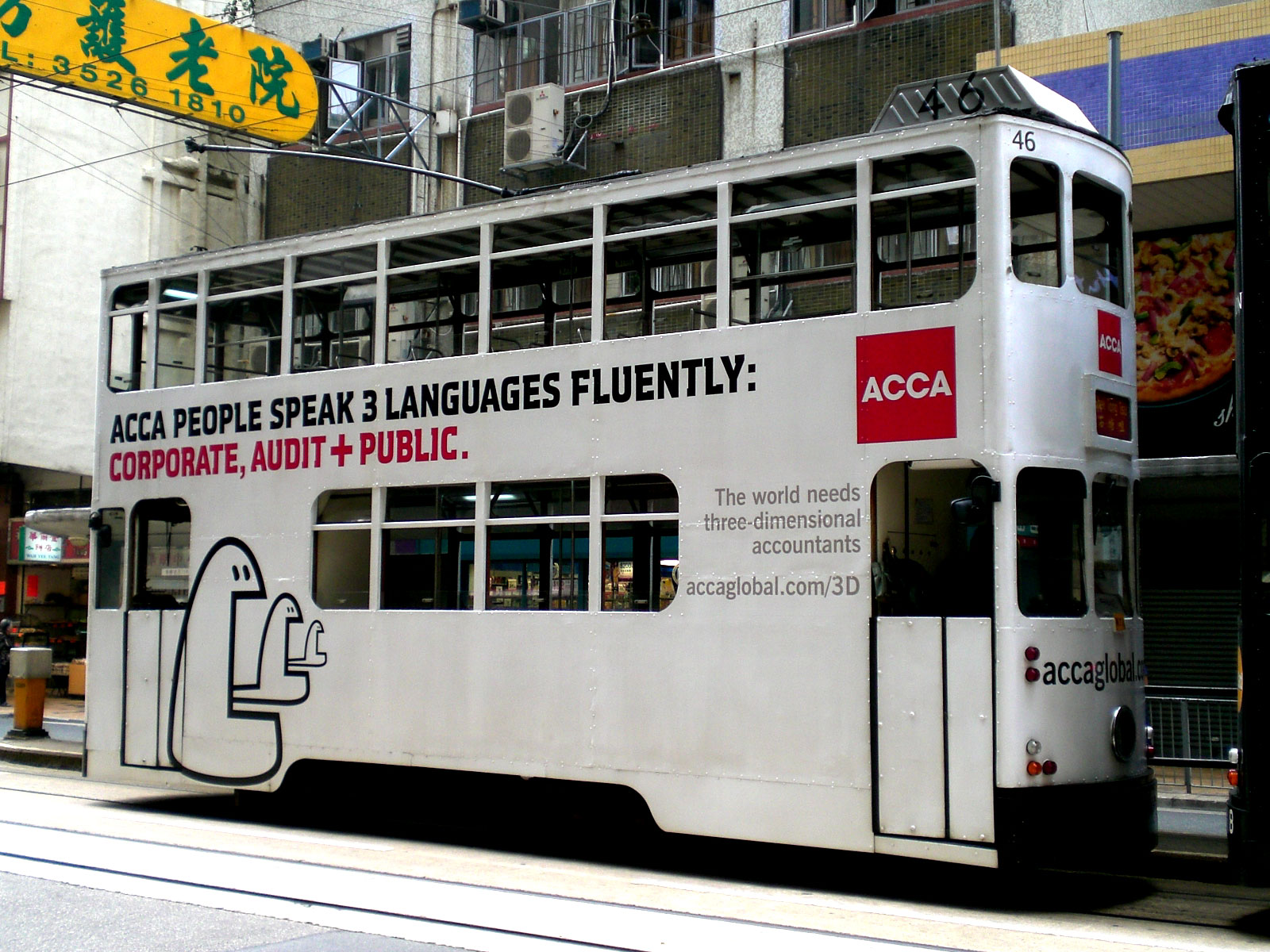
公會的香港戶外宣傳

## 法律及地方公會相互認可情況

### 歐洲地區

#### 1.英國及愛爾蘭共和國
- ACCA专业资格得到英國及愛爾蘭共和國的法律認可（Companies Act 1989, Insolvency Act & Financial Services and Markets Act），賦予特许公认会计师(ACCA)在當地可以擔任法定審計、破產管理、及商業投資顧問的法定工作。
- ACCA专业资格得到英國皇室授予的皇家特许（Royal Charter）銜頭。
- 特许公认会计师公會（ACCA）是英國及愛爾蘭会计职业团体咨询委员会（CCAB）成員之一，其他成員是英格蘭及威爾斯特許會計師協會（ICAEW）、蘇格蘭特许会计师協會（ICAS）、愛爾蘭特许会计师協會（ICAI）、英國特許管理會計師公會（CIMA）、及英國特許公共財務會計師公會（CIPFA）。凡是得到英國会计职业团体咨询委员会（CCAB）成員會籍的專業會計師在英國及愛爾蘭當地是享有同等的專業地位，屬於英國及愛爾蘭當地的合資格會計師（Qualified Accountant）。
- 可是，在英國及愛爾蘭地區，只有特许公认会计师(ACCA)、英格蘭及威爾斯特许会计师（ACA）、蘇格蘭特许会计师（CA）、及愛爾蘭特许会计师（CA）可以有權在當地擔任法定審計、破產管理、及商業投資顧問的法定工作。除此以外，根据英国法例Companies Act 1989，属于英国认可资格成员(Recognised Qualifying Body)之一的英国国际会计师公会(AIA)，其会员(AAIA 或FAIA)亦有权在英国当地担任法定审计的法定工作。
- 只要成為ACCA會員的5年後，以及符合一些特定條件，這樣便可以成為英格蘭及威爾斯特许会计师協會會員（ACA）。（詳情）
- ACCA专业资格得到英國及愛爾蘭地區認可為最少等同當地會計榮譽學士學位程度。

#### 2.歐洲聯盟（EU）、歐洲經濟共同體（EEA）、及瑞士
- 根據歐盟互認協定（Mutual Recognition Directive），ACCA专业资格得到歐洲聯盟成員國、歐洲經濟共同體國家成員國、及瑞士的法律認可，賦予特许公认会计师(ACCA)法定權力可以在當地執業。

#### 3.土耳其
- ACCA與土耳其註冊会计师協會（The Union of Chambers of Certified Public Accountants of Turkey）在2004年已經簽定認可協議，ACCA會員符合一些特定條件便可以成為土耳其註冊会计师（CPA），土耳其註冊会计师則可以透過應考ACCA专业资格中的部份考试科目便可以成為特许公认会计师(ACCA)。

#### 4.其他
- ACCA资格得到歐洲國家包括賽普勒斯、馬爾他、亞美尼亞及喬治亞的當地認可。與此同時，ACCA亦與這四個歐洲國家的當地會計師公會舉辦會計師聯合考試。

### 美洲地區

#### 1.美國
- ACCA與美國註冊會計師協會（AICPA）現正相討互認協議，希望最終達成兩會會員能夠互相成為對方公會會員。
- 美國科羅拉多州立会计师委員會（Colorado State Board of Accountancy）目前取消給予ACCA會員免除150學分和經驗要求。[1]

#### 2.加拿大
- ACCA资格得到加拿大政府認可，賦予法定權力可以為加拿大政府機構擔任法定審計工作。
- 根據加拿大學術評估機構（World Education Services）的評審結果，ACCA专业资格最少是等同加拿大四年制會計學士學位程度。
- 2007年1月開始，ACCA與加拿大註册会计师协会(CGA-CANADA)簽定了全球互認協議，兩會會員分別只要完成法律和稅務復習，便可以成為對方公會會員。不过，该协议已于2021年4月30日到期。

#### 3.中美洲、南美洲及加勒比海地區
- ACCA资格得到當地國家及地區包括牙買加、千里達及托巴哥、蓋亞那、巴貝多、巴哈馬、貝里斯、多米尼克、聖露西亞、英屬處女群島、英屬開曼群島、英屬百慕達及法屬蓋亞那的當地認可，直接賦予特许公认会计师(ACCA)法定權力或透過與當地會計師公會認可從而可以在當地執業。

### 大洋洲地區

#### 1.澳大利亞
- ACCA专业资格得到澳大利亞當地認可為最少等同澳洲會計學士學位程度。
- ACCA會員只要加考澳洲稅務及法律兩個考試科目，便可以成為澳洲國立會計師協會會員（National Institute of Accountants）或澳洲專業國立會計師（PNA）。除此之外，ACCA會員亦可以直接參加澳洲新西兰特許會計師公會（CA ANZ）的特許會計師課程（CA Program），通过考试后便可以成為澳洲特許會計師(CA）。

### 非洲地區

#### 1.南非
- ACCA资格得到南非註冊會計師協會（Institute of Certified Public Accountants of South Africa）認可，可以直接成為南非註冊會計師。
- 根據南非官方的資歷架構（National Qualifications Framework），ACCA专业资格得到南非當地認可為等同南非碩士學位程度。

#### 2.辛巴威
- ACCA是辛巴威的公共会计及審計委员会（PAAB）成員之一，在當地享有制定及修改當地会计及審計相關的法例，以及直接賦予特许公认会计师(ACCA)法定權力可以在當地執業。

#### 3.其他
- ACCA资格亦是得到非洲國家包括埃及、波札那、衣索比亞、賴索托、馬拉威、獅子山、史瓦濟蘭、尚比亞、模里西斯、尼日利亞的當地認可，透過與當地會計師公會的認可從而賦予特许公认会计师(ACCA)可以在當地執業。

### 亞洲地區

#### 1.中國大陸
- ACCA與中国注册会计师协会（CICPA）現正相討互認協議，希望最終達成兩會會員能夠容易成為對方公會會員。（詳情[]）
- 透過外資不斷湧入中國及ACCA的國際影響力，ACCA资格在中國招聘市場得到廣泛僱主尤其是外資企業的高度認可。

#### 2.香港
- ACCA與香港會計師公會（HKICPA）簽定了互認協議，兩會會員分別只要能夠達成一些條件便可以成為對方公會會員。（詳情（页面存档备份，存于））
- 此外，透過歷史原因及ACCA的國際影響力，ACCA资格在香港招聘市場得到廣泛僱主的高度認可。

#### 3.台灣
- ACCA资格得到台灣政府認可，ACCA會員或特许公认会计师只要加考台灣會計師考試的部份科目，便可以成為台灣會計師（CPA）。（詳情 （页面存档备份，存于））

#### 4.新加坡
- ACCA與新加坡註冊會計師公會（ICPAS）簽定了互認協議及舉辦會計師聯合考試。透過與新加坡註冊會計師公會（ICPAS）的認可，從而賦予ACCA可以在新加坡當地執業。

#### 5.馬來西亞
- ACCA资格得到馬來西亞會計師協會（Malaysian Institute of Accountants）的認可，可以直接成為馬來西亞特許會計師（CA）。

#### 6.巴基斯坦
- 特许公认会计师(ACCA)可以直接出任巴基斯坦上市公司的法定公司秘書（Qualified Company Secretary）職位。與此同時，ACCA會員只要加考巴基斯坦特許會計師公會(Institute of Chartered Accountants of Pakistan)考試的部份科目，便可以成為巴基斯坦特許會計師（CA）。

#### 7.其他
- ACCA资格亦是得到澳門、越南、汶萊、柬埔寨及寮國的認可，透過與當地會計師公會的認可規例從而賦予特许公认会计师(ACCA)可以在當地執業。

## 全球合作伙伴
- 專業合作伙伴: 透過特许公认会计师公會（ACCA）與其他專業團體的合作協議，ACCA會員或特许公认会计师可以成為其他專業團體的會員或專業人士。
  - 特许公认会计师公會（ACCA）與英國證券及投資公會（SII）簽定合作協議，給予ACCA會員或特许公认会计师可以直接得到英國證券及投資公會（SII）的會員資格（MSI）。（詳情）在成為英國證券及投資公會的會員後亦同時可以加入多個海外投資公會成為會員。例如英國證券及投資公會（SII）會員可以直接得到香港證券專業學會（HKSI）的會員資格（MHKSI），和澳大利亞金融服務公會（Finsia）的會員資格。　
  - 特许公认会计师公會（ACCA）與澳新金融服務業公會（Finsia）簽定合作協議，給予ACCA會員或特许公认会计师可以透過加考部份考試科目後得到該會的會員資格。
  - 特许公认会计师公會（ACCA）與內部審計師公會（IIA 或CIA資格提供機構）簽定合作協議，兩會將會加強合作，各自向會員推廣對方公會的專業資格，及互相分享兩會的全球資源及網絡。
  - 特许公认会计师公會（ACCA）與英國特許稅務公會（CIOT）簽定合作協議，給予ACCA會員或特许公认会计师可以參加考取該會的國際稅務高級文憑資格（ADIT）。
  - 特许公认会计师公會（ACCA）與英國企業財務長公會（Association of Corporate Treasurers）簽定合作協議，給予ACCA會員或特许公认会计师可以透過加考部份考試科目後得到該會的會員資格。

- 大學聯盟: 透過特许公认会计师公會（ACCA）與世界各地大學的合作協議，ACCA會員或特许公认会计师可以直接入讀碩士課程或免修部份碩士課程科目。
  - 透過特许公认会计师公會（ACCA）與英國牛津布魯克斯大學（Oxford Brookes University）的合作協議，給予ACCA会员和学生会员有快捷途徑得到該大學的应用会计荣誉理学士（BSc（Hons））及工商管理碩士（MBA）学位。
  - 透過特许公认会计师公會（ACCA）與中國清華大學的合作協議，清華大學承認及給予ACCA與英國牛津布魯克斯大學（Oxford Brookes University）合作舉辦的应用会计荣誉理学士課程畢業生升讀清華大學的相關碩士學位課程。（詳情 （页面存档备份，存于））
  - 透過特许公认会计师公會（ACCA）與英國倫敦大學東方及非洲研究學院（SOAS）的合作協議，給予ACCA會員或特许公认会计师可以直接報讀該大學的公共財務管理學士後文憑課程（Postgraduate Diploma in Public Financial Management）。（詳情[永久]）
  - 特许公认会计师公會（ACCA）與英國劍橋大學英國語文考試委員會（ESOL）簽定合作協議，英國劍橋大學英國語文考試委員會（ESOL）將會為ACCA會員或特许公认会计师提供財務英語國際文憑考試（Cambridge ICFE）。
  - 特许公认会计师公會（ACCA）與英國牛津大學商學院（Said Business School）合作，給予ACCA會員或特许公认会计师可以直接報讀該大學的財務策略文憑課程（Diploma in Financial Strategy）。
  - 特许公认会计师資格（ACCA）得到世界各地多間大學的認可，給予ACCA會員或特许公认会计师可以直接入讀這些大學的碩士課程或免修部份碩士課程科目。（詳情）

## 慈善活動
從1997年開始，特許公認會計師公會香港分會每年舉辦「ACCA 慈善同樂日」的活動，為弱勢社群籌集款項。
在2012年1月8日，這項活動以「和諧社會‧以愛互通」為主題，並邀請香港勞工及福利局局長張建宗為開幕典禮的嘉賓。大會設立攤位遊戲及街頭表演，宣揚和諧社會的訊息。慈善同樂日亦舉行人力車慈善籌款比賽，參賽者穿上不同主題服飾，競逐多個獎項。比賽籌得的善款，將會捐助禧福協會、龍耳，以及自閉症人士福利促進會所推行之社會服務項目。（詳情）